# عاصيمو توريه
عاصيمو توريه (مواليد 1 يناير 1988) هو لاعب كرة قدم. يلعب مع منتخب توغو لكرة القدم. سبق له أن لعب في كأس العالم لكرة القدم مع منتخب بلاده.

## روابط خارجية
- عاصيمو توريه على موقع الاتحاد الدولي (مؤرشف)  (الإنجليزية)
- عاصيمو توريه على موقع قاعدة بيانات كرة القدم.إي يو (الإنجليزية)
- عاصيمو توريه على موقع بيانات كرة القدم. دي إي (الألمانية)
- عاصيمو توريه على موقع ناشيونال فوتبول تيمز (الإنجليزية)
- عاصيمو توريه على موقع Soccerway.com (الإنجليزية)
- عاصيمو توريه على موقع عالم كرة القدم.نت (الإنجليزية)